# Beroroha
Beroroha – miasto w środkowo-zachodniej części Madagaskaru, w prowincji Toliara. W 2005 roku liczyło 17 741 mieszkańców.
Położone jest przy ujściu rzeki Makay do Mangoky.
W 2009 roku miasto zostało poważnie zniszczone po przejściu cyklonu Fanele.